# Nebaliopsis typica
Nebaliopsis typica is een kreeftachtigensoort uit de familie van de Nebaliopsididae. De wetenschappelijke naam van de soort werd in 1887 voor het eerst geldig gepubliceerd door Georg Ossian Sars.